# Confetti's
Confetti's è stato un duo musicale belga noto per il brano The Sound of C del 1988.

## Storia
Il gruppo è stato creato dai produttori Serge Ramaekers e Dominique Sas nel 1988, e diretto dal cantante Peter Renkens (1967-2023) che si esibiva sulla scena in compagnia di quattro ballerine.

## Formazione
Ultima
- Geert Tanghe
- Sophie

Ex componenti
- Peter Renkens
- Marleen
- Tania
- Hilde
- Daniëlla

## Discografia

### Album in studio
- 1989 – 92…Our First Album

### Raccolte
- 2001 – Greatest Hits

### Singoli
| Anno                                           | Brano                         | Piazzamento in classifica | Piazzamento in classifica | Piazzamento in classifica | Album                 |
| Anno                                           | Brano                         | BEL (FLA)                 | NED                       | FRA                       | Album                 |
| ---------------------------------------------- | ----------------------------- | ------------------------- | ------------------------- | ------------------------- | --------------------- |
| 1988                                           | The Sound of C                | 20                        | 23                        | 6                         | 92... Our First Album |
| 1988                                           | C in China                    | 8                         | 83                        | 7                         | 92... Our First Album |
| 1989                                           | C Day                         | 2                         | 8                         | 5                         | 92... Our First Album |
| 1989                                           | Keep Smiling / C Countdown    | 15                        | 33                        | —                         | 92... Our First Album |
| 1989                                           | Circling Stars (Jingle Bells) | 5                         | 91                        | 19                        | solo canzoni          |
| 1990                                           | Megamix                       | 11                        | 28                        | 12                        | solo canzoni          |
| 1990                                           | Put'm Up (Your Hands)         | 7                         | —                         | 26                        | solo canzoni          |
| "—" indica non classificato o non distribuito. |                               |                           |                           |                           |                       |